# Agudo (Hiszpania)
Agudo – gmina w Hiszpanii, w prowincji Ciudad Real, w Kastylii-La Mancha, o powierzchni 229,96 km². W 2011 roku gmina liczyła 1854 mieszkańców.